# 630 v.Chr.

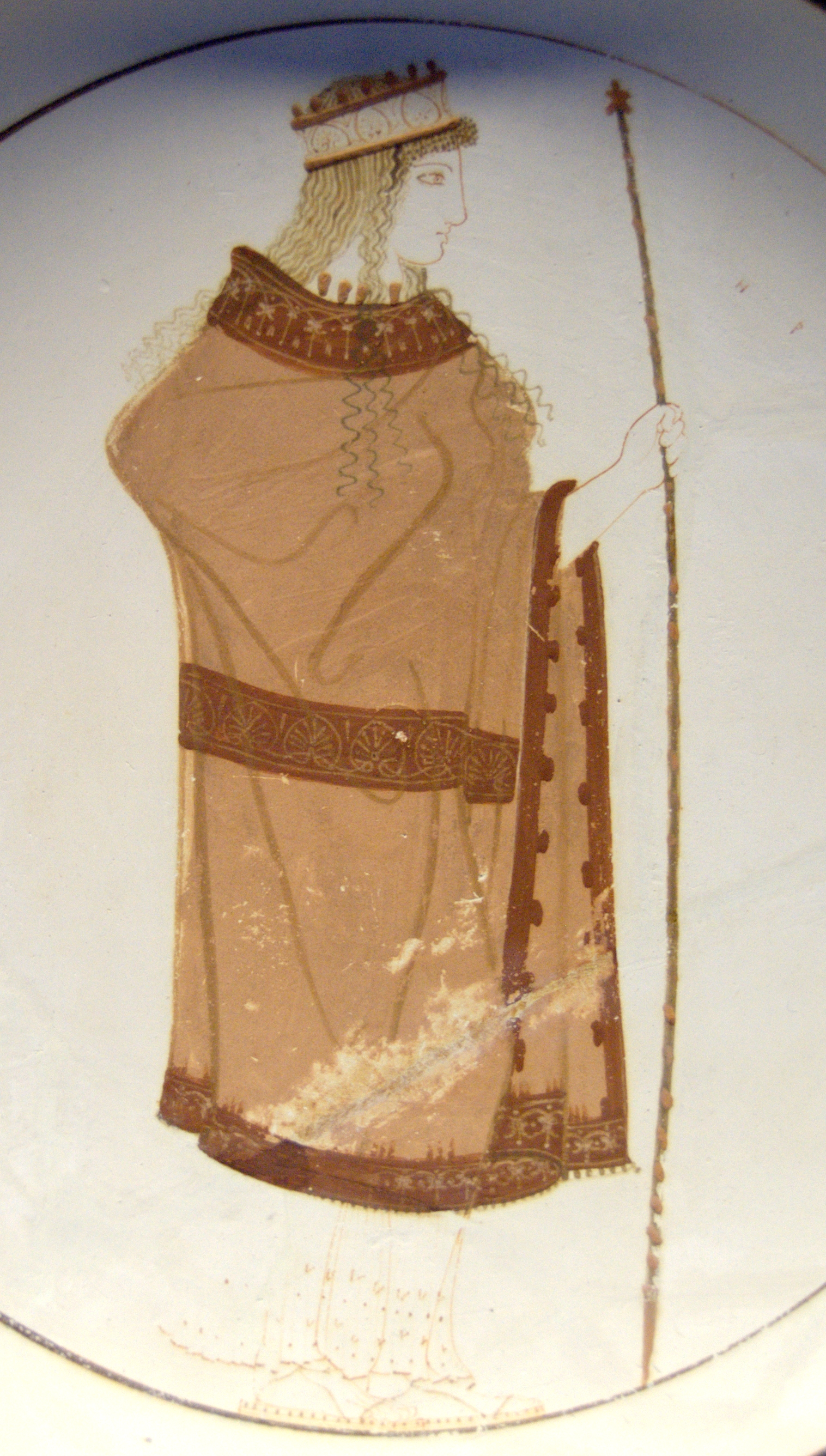
Hera op een drinkschaal (kylix)

Het jaar 630 v.Chr. is een jaartal volgens de christelijke jaartelling.

## Gebeurtenissen

### Zuidwest-Azië
- De Scythen trekken plunderend door Palestina tot aan de grens van Egypte.

### Assyrië
- Koning Assurbanipal treedt af ten behoeve van zijn zoon Assur-etil-ilani.
- Kroonprins Assur-etil-ilani (630 - 623 v.Chr.) bestijgt de troon.

### Egypte
- Farao Psammetichus I weet de Scythen af te kopen en trekken zich terug.
- Ionische huurlingen stichten de handelskolonie Naucratis in Neder-Egypte.

### Griekenland
- De eerste dakpannen ter wereld worden gemaakt. Ze worden gebruikt voor de tempel van Hera in Olympia.

## Geboren
- Sappho, Grieks lyrische dichteres (waarschijnlijke datum)